# Sport Clube Vianense
O Sport Clube Vianense é um clube português futebol da Viana do Castelo do distrito de Viana do Castelo. O clube foi fundado em 1898 e é um dos clube de futebol mais antigos de Portugal, apesar de os seus primeiros 25 anos não ter a prática do futebol.
O seu estádio é o Estádio Dr. José de Matos que tem capacidade para 3000 espectadores. O SC Vianense atualmente joga no Campeonato de Portugal, atual quarto escalão, após a sua única presença na Liga 3 em 2023/24.
O clube é afiliado a Associação de Futebol de Viana do Castelo e competiu no Campeonato Regional de Viana do Castelo. O clube também participa na Taça de Portugal já há muitos anos.
O SC Vianense agora também conta com uma claque assídua com o nome de Raça Azul.
Um dos maiores feitos do clube foi ter revelado os jogadores: Pedro Neto e Francisco Trincão. 
Chegou às meias finais do extinto Campeonato de Portugal em 1924, numa altura onde ombreava com os grandes aquando da estreia do campeonato.
Em 2022, 80% da SAD foi comprada por Gary Raulino, o clube tem os restantes 20%.

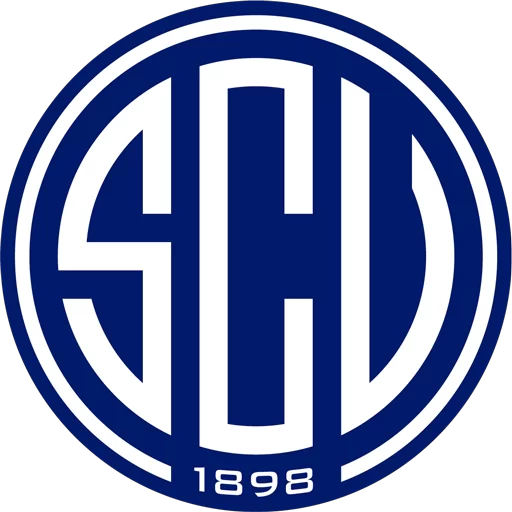
Emblema da SAD desde 2022

## Palmarés
| Competições Nacionais          | Competições Nacionais | Competições Nacionais |
| ------------------------------ | --------------------- | --- |
| III Divisão Nacional (Nível 4) | 1                     | 1998–99 |
| Competições Regionais          |                       | |
| Competição                     | Venceu                | Épocas |
| Campeonato de Viana do Castelo | 17                    | 1924–25, 1925–26, 1926–27, 1927–28, 1928–29, 1929–30, 1930–31, 1931–32, 1932–33, 1933–34, 1934–35, 1935–36, 1936–37, 1939–40, 1940–41 e 1941–42 |

## Ligações Externas
- https://www.facebook.com/SCVianense/?locale=pt_PT
- https://www.instagram.com/scvianense/